# Lise Harlev
Lise Harlev (født 3. juni 1973 i Odense) er en dansk kunstner bosat i Berlin.
Hun er uddannet på Det Fynske Kunstakademi i 1994-1995, Det Kgl. Danske Kunstakademi 1995-2000 og Städelschule Frankfurt am Main, 1999-2000.
Harlev arbejder bl.a. med identitet og danskhed, og er især kendt for sit grafiske arbejde og plakter.
Hun er i den jury, som tildeler Szpilman Award til kunstværker, som kun eksisterer i en kort periode.